# Potentilla burmanica
Potentilla burmanica är en rosväxtart som beskrevs av J. Soják. Potentilla burmanica ingår i Fingerörtssläktet som ingår i familjen rosväxter. Inga underarter finns listade i Catalogue of Life.